# Slaget vid Röcklinge backe
Slaget vid Röcklinge backe ägde rum år 1313 efter att gotlänningarna vägrade att betala förhöjd skatt, som kung Birger Magnusson beslutat att införa. Därför drog kungen i krig mot gutarna, men besegrades i detta slag. Under sommaren slöt man fred, där man enades om en ny skattenivå.

## Beskrivning
Kung Birger var inte nöjd med den låga skatt som gutarna betalade utan krävde högre skatt. Gutarna stod dock kvar vid den gamla överenskommelsen vilket då ledde till att kungen med sin vapenmakt besökte Gotland för att beskatta gutarna. Kungen och hans armé landsteg vid Slite hamn år 1313 på norra Gotland vilket då ledde till att gutarna började att beväpna sig och skapa en bondehär som skulle möta kungens armé. När kungen kom till Röcklinge backe möttes båda arméerna och ett blodigt slag bröt ut. Kungens armé blev slagen och drevs på flykten. Enligt sägnen gömde sig kungen under en hasselbuske men blev gripen och de uppretade bönderna ville dräpa honom men en storbonde från Hejnums socken övertalade de andra bönderna att inte döda kungen vilket förmodligen hade lett till att mer arméer från Svea rike och Danmark där kungens svåger regerade hade hämnats på Gutarna. Denna storbonde skall då ha blivit dubbad till riddare och det är därför gården där han bodde heter 'Riddare'. Kungens liv skonades och han blev tagen som fånge och fördes till Visby. Kungens härtåg blev ett totalt misslyckande.

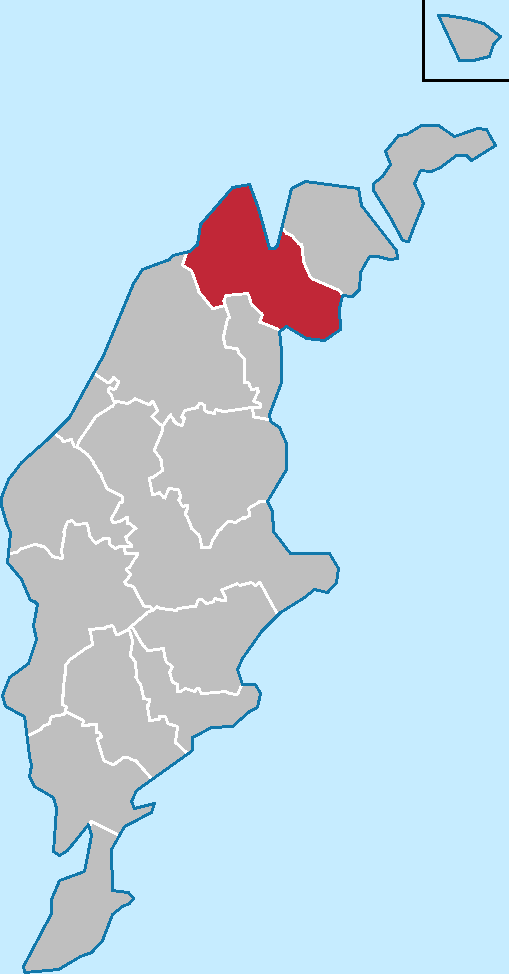
Lärbro socken där slaget utspelades.